# Kasteel Wernigerode
Het kasteel Wernigerode was oorspronkelijk een middeleeuwse burcht in de gelijknamige Duitse stad die vooral door de Duitse keizer werd gebruikt bij zijn jachtpartijen in de Harz.
Nadat het kasteel in handen kwam van de graven Stolberg-Wernigerode is het in de loop der eeuwen meerdere malen verbouwd; uitbouwen in de late Gotiek (bouwkunst) en verbouwingen in de Renaissancestijl. Tijdens de Dertigjarige Oorlog (1618-1648) werd het kasteel zwaar verwoest. In de daaropvolgende periode werd het kasteel weer opgetrokken in barokstijl.
Hoewel er zich in het kasteel diverse reproducties van de familie Stolberg-Wernigerode bevinden (Juliana van Stolberg en haar ouders) wijkt de huidige staat van het kasteel sterk af van die toen Juliana hier woonde. In de jaren 70 en 80 van de 19e eeuw werd namelijk op verzoek van Otto van Stolberg-Wernigerode (1837-1896) het kasteel opnieuw aangepast in de stijl zoals die nu te zien is. Otto was vicekanselier onder Otto von Bismarck.
Aan de hand van foto's en schilderijen is ook te zien, dat de Duitse keizer Wilhelm II dit kasteel ook bezocht heeft.

## Externe link

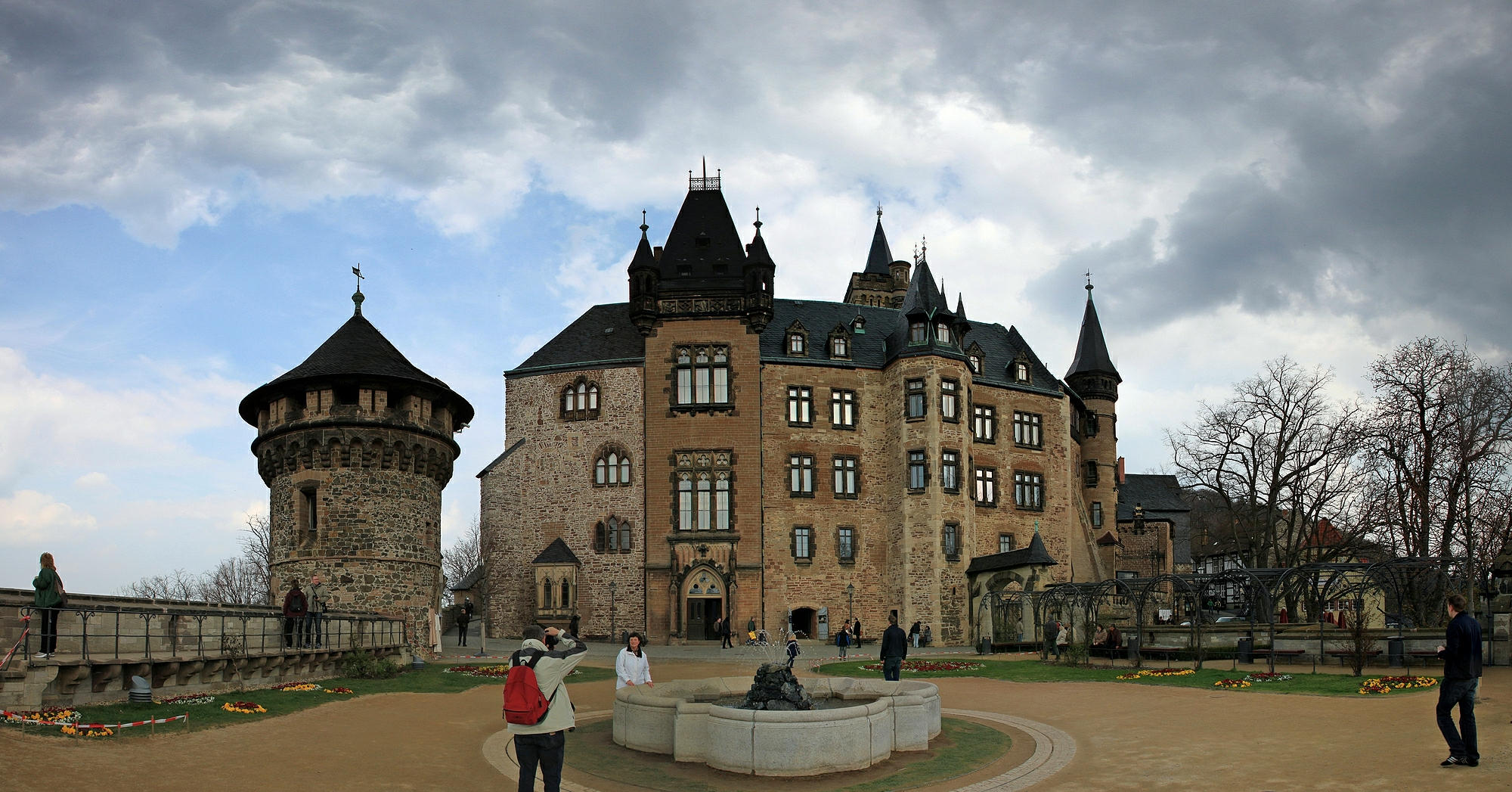
Kasteel Wernigerode van af het terras
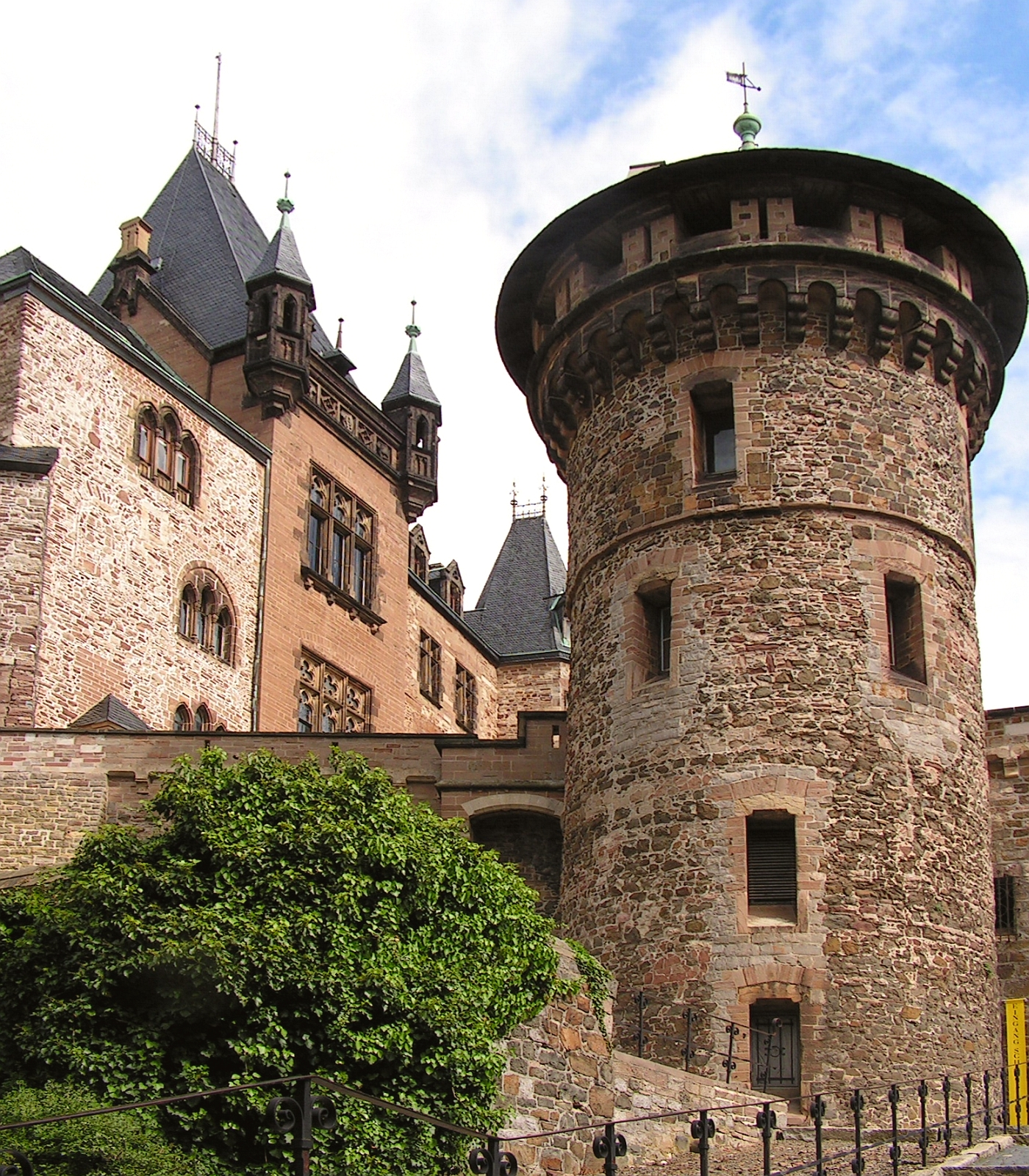
Kasteel Wernigerode
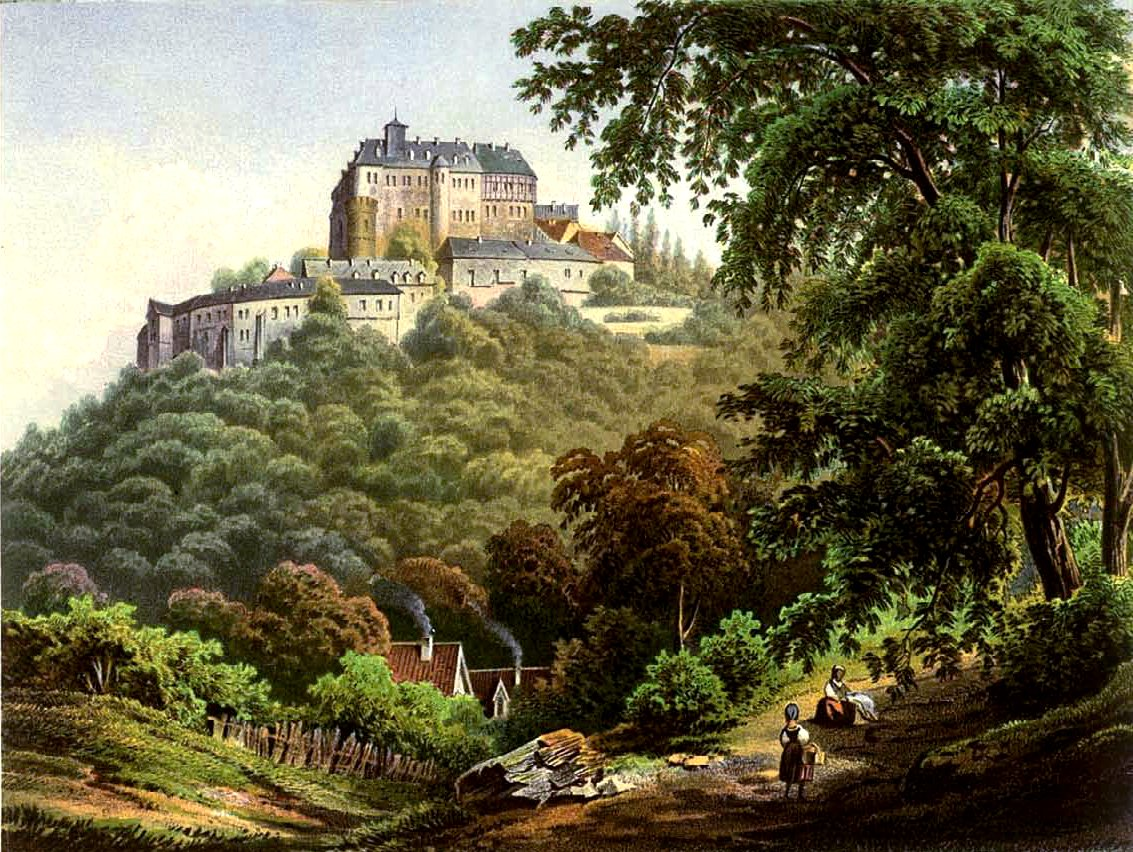
Kasteel Wernigerode ca. 1860